# (2835) Ryoma
(2835) Ryoma (1982 WF) – planetoida z pasa głównego asteroid okrążająca Słońce w ciągu 4,55 lat w średniej odległości 2,74 j.a. Odkryta 20 listopada 1982 roku.